# Scarus ghobban
Scarus ghobban е вид бодлоперка от семейство Scaridae. Видът не е застрашен от изчезване.

## Разпространение и местообитание
Разпространен е в Британска индоокеанска територия (Чагос), Джибути, Египет, Еритрея, Йемен, Индия, Индонезия, Кения, Кокосови острови, Коморски острови, Мавриций, Мадагаскар, Майот, Малайзия, Малдиви, Мианмар, Мозамбик, Оман, Реюнион, Саудитска Арабия, Сейшели, Сомалия, Судан, Тайланд, Танзания, Френски южни и антарктически територии (Нормандски острови), Шри Ланка и Южна Африка.
Среща се на дълбочина от 1 до 109,5 m, при температура на водата от 23,2 до 29 °C и соленост 32,8 – 35,4 ‰.

## Описание
На дължина достигат до 90 cm.
Продължителността им на живот е около 13 години.